# 박수갈채 (영화)
《박수갈채》(Applause)는 미국에서 제작된 루벤 마모울리언 감독의 1929년 영화이다. 헬렌 모간 등이 주연으로 출연하였고 몬타 벨 등이 제작에 참여하였다.
2006년 이 영화는 미국 의회도서관에 의해 문화적으로, 역사적으로, 미적으로 중요성을 인정받아 미국 국립영화등기부에 선정, 보존되었다.

## 출연

### 주연
- 헬렌 모간

### 조연
- 헨리 워즈워스